# 히어로TV
히어로TV는 무협물, 중국 드라마, 영화, 사극 등을 전문으로 하는 채널이다. 현재는 CH.U로 채널의 이름이 변경된 상태이다.